# النسوية في روسيا

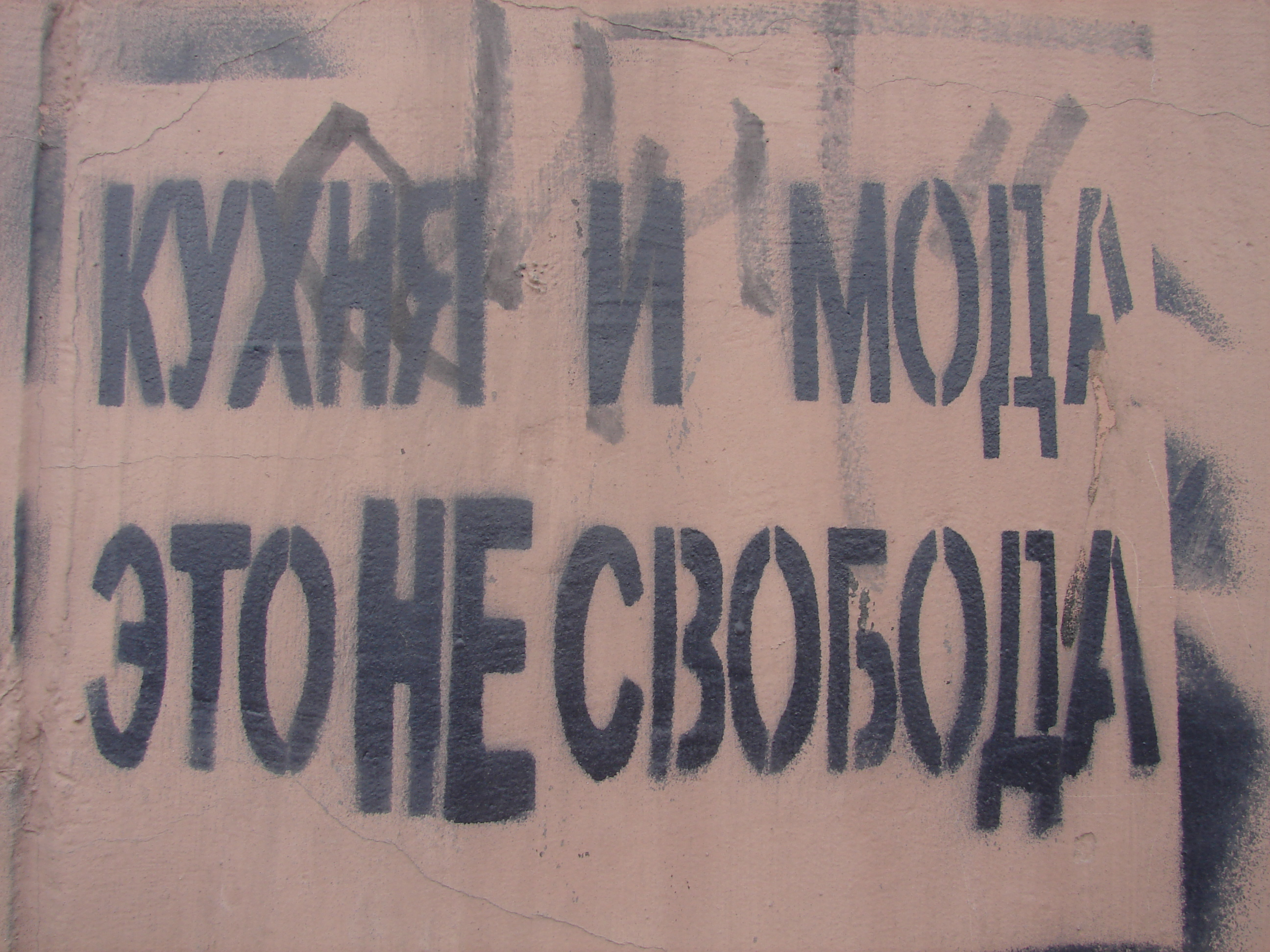
المطبخ والموضة ليست حرية (جرافيتي في سانت بطرسبرغ 2006)

نشأت النسوية في روسيا في القرن ال18 متأثرة بعصر التنوير في أوروبا الغربية، وكانت قاصرة على الطبقة الأرستقراطية. وخلال القرن ال19، ظلت فكرة النسوية مرتبطة ارتباطاً وثيقاً بالسياسات الثورية والإصلاح الاجتماعي. في القرن ال20 تأثرت النسويات الروسيات بالمذهب الاشتراكي[ ؟ ] ليتم التركيز على الفلاحين والعمال. بعد ثورة فبراير 1917، حصلت النسويات على حق التصويت والمساواة بين الجنسين -نظرياً- في التعليم والعمل. ومع هذا، عانت النساء في الستينات والسبعينات من التمييز في مجالات معينة كالسياسة، بالإضافة إلى عدم المساواة في الأجور وزيادة أعباء الأعمال المنزلية.
بعد تفكك الاتحاد السوفيتي عام 1991، انبثقت الأوساط النسوية بين النخبة المثقفة، على الرغم من أن المصطلح لا زال يحمل دلالات سلبية بين الروس المعاصرين. في القرن ال21 انضمت بعض النسويات الروس كفرقة البانك روك بوسي ريوت إلى حركات ثورية معارضة للحكومة كمظاهرات 2012 ضد الرئيس فلاديمير بوتين، التي أدت إلى وصف المحامية الممثلة للكنيسة الروسية الأرثوذكسية للنسوية بأنها «خطيئة مميتة».

## الأصول

### القرن ال18
ترجع النسوية الروسية إلى القرن ال18، متأثرةً بعصر التنوير في أوروبا الغربية، والدور البارز للمرأة كرمز للديومقراطية والحرية إبان الثورة الفرنسية. كتب المفكرون البارزون كألكسندر بوشكين وألكسندر هيرزن عن تزايد قوة واستقلال المرأة في المجتمع ودعموا المساواة بين الجنسين. قام الكاتب نيكولاي شرنيشفزكي بتجسيد مبادئ النسوية في إحدى بطلاته التي تحلم بمجتمع مثالي يساوي بين الجنسين.
في المجتمع الروسي الأرستقراطي، أدت الحريات الممنوحة للمرأة إلى ظهور سيدات قويات على احتكاك بالمجتمع كالإمبراطورة كاترين الثانية، ماريا ناريشكينا والكونتيسة ماريا رازموفسكايا. شرعت النساء تتنافس مع الرجال في مجال الأدب أيضاً؛ إذ ارتفعت شعبية المؤلفات والشاعرات.

### القرن ال19

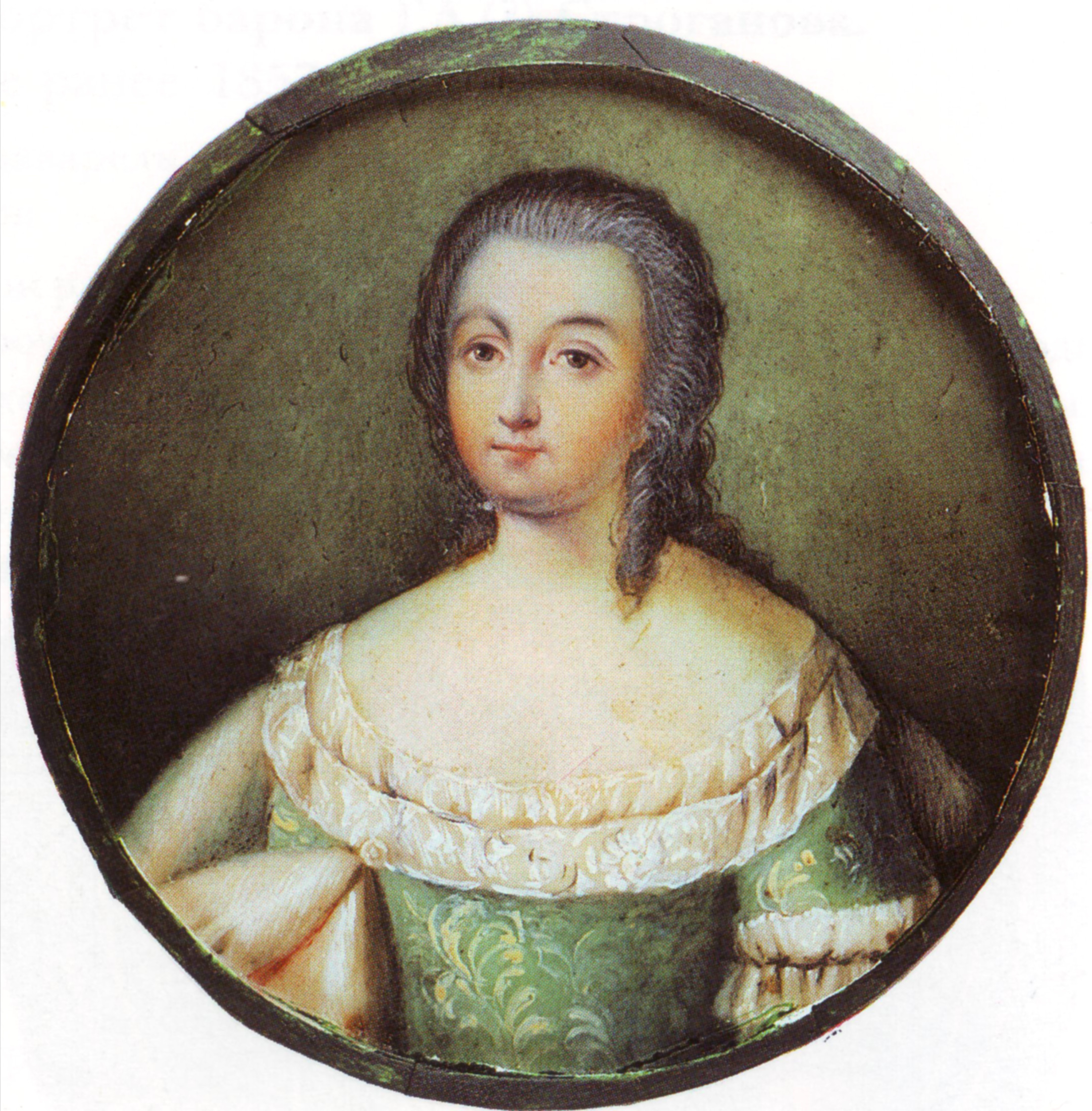
بورتريه للأميرة ناتاليا شرميتيفا

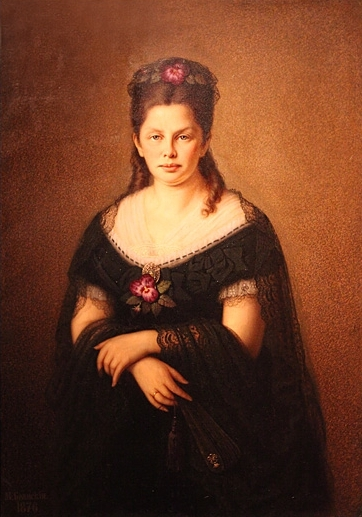
آنا فيلوسوفوفا

بعد تخفيف القيود المفروضة على تعليم المرأة والحريات الشخصية في عهد بطرس الأكبر في القرن ال18؛ نشأت طبقة جديدة من المتعلمات كالأميرة ناتاليا شرميتيفا والتي كتبت «ملاحظات 1767» لتصبح أول امرأة روسية تكتب سيرتها الذاتية. في القرن ال19، أصبحت ناتاليا إحدى الديسمبريات، وهن قريبات للديسمبريين الذكور.
كان الذكور الديسمبريين مجموعة من الثوريين الأرستقراطيين الذين أدينوا عام 1825 بتهمة التآمر لإطاحة القيصر نيكولاي الأول، وأرسل العديد منهم للعمل في معسكرات سيبيريا. وعلى الرغم من أن زوجات وأخوات وأمهات الديسمبريين الذكور كن يؤمنن بنفس الآراء السياسية الديموقراطية الليبرالية، إلا أنهن لم يتهمن بالخيانة؛ لكونهن نساء. لكن 11 امرأة منهن قررت أن تصطحب زوجها أو أخاها أو ابنها إلى معسكرات العمل كماريا فولكونسكايا؛ فتم تصويرهن كبطلات في الثقافة الشعبية، لكنهن صممن على أنهن يؤدين واجبهن تجاه أسرتهن فقط. وفي سيبيريا، لم تعتنِ النساء بأقاربهن فقط، بل بمساجين آخرين. كما قمن بإنشاء مؤسسات مهمة كالمكتبات والعيادات، ونظمن المحاضرات والحفلات.
تعارض تفاني وتواضع الديسمبريات مع مذهب المتعة لدى أرستقراطيات القرن ال18 كالإمبراطورة كاترين الثانية التي رأة البعض أنها قد ارتكبت فظائع بسبب التحرر الكبير والمفاجئ للمرأة. وعلى الرغم من أنهم لم يعلنن تأييدهن للنسوية، إلا أن الأجيال التالية من النسويات الروسيات اللواتي ارتبط اهتمامهن بالأجندة السياسية الثورية اتخذنهن قدوة يحتذى بها.
في نهاية القرن ال19، هجرت بعض الأرستقراطيات حياة الترف واتجهن إلى الإصلاح النسوي كآنا فيلوسوفوفا، وهي امرأة تنحدر من عائلة أرستقراطية في موسكو ومتزوجة من موظف رفيع المستوى، وقد كرست جهودها لخدمة الفقراء والمحرومين في المجتمع الروسي، خاصة النساء. وبالتعاون مع ماريا تروبنيكوفا وناديزدا ستاسوفا، قامت بالضغط على الإمبراطور لإنشاء وتمويل دورات للتعليم العالي للنساء، وكانت عضواً مؤسساً للجمعية الخيرية التعاونية للسيدات الروسيات، وكونغرس النساء عام 1908.
في نهاية القرن تطرق الأدباء الروس الأكثر شهرة إلى موضوعات النسوية؛ ففي سنواته الأخيرة عارض تولستوي المنظومة التقليدية للزواج وشبهها بالعبودية والدعارة، وهو ما تطرق إليه في روايته آنا كارنينا. وفي مسرحياته وقصصه القصيرة، صور أنطون تشيخوف العديد من النساء العاملات، من الممثلات حتى المربيات اللواتي ضحين بنظرة المجتمع لهن وبرفاهيتهن لأجل الاستقلال الشخصي والمادي. وبرغم التضحية، كن أكثر شخصيات تشيخوف رضًا عن حياتهن.

## الثورة والحقبة السوفييتية

### ما قبل الثورة

طابع الاتحاد السوفييتي 1976

في نهاية القرن ال19 ومستهل القرن ال20، انتقل تركيز النسويات الروسيات من الطبقة الأرستقراطية إلى الفلاحين والطبقة العاملة. وانطلاقاً من أيديويوجية اشتراكية، شرعت الشابات تنشئ اتحادات للنساء العاملات في المصانع اللواتي تم تجاهلهن وتهميشهنمن قبل الاشتراكيين الذكور.
بين 1907 و1917 كانت رابطة حقوق المرأة أهم منظمة نسوية في روسيا. وكالجمعية الخيرية التعاونية للسيدات الروسيات، ركزت على التعليم والرعاية الاجتماعية، لكنها دافعت أيضاً عن حقوق المرأة، كحق التصويت والتساوي في الميراث، وإلغاء القيود المفروضة على سفر المرأة.
وقد حفزت المظاهرات النسائية الثورة الروسية عام 1917، وأدت الثورة إلى ارتفاع كبير في عضويات رابطة حقوق المرأة. وفي نفس العام، وبسبب الضغط المجتمعي؛ أصبحت روسيا أول قوة عظمى في العالم تمنح النساء حق التصويت.

### النسوية في المجتمع السوفييتي
اعترف فلاديمير لينين الذي قاد البلاشفة إلى السلطة بعد ثورة أكتوبر بأهمية المساواة بين الجنسين في الاتحاد السوفييتي الذي أسسوه، وكتب عام 1919 بعد عامين من الثورة، وفي أعقاب نظريات الماركسية التي انبثقت عنها الاشتراكية السوفييتية أنه لا بد من تحرير المرأة ومساواتها بالرجل، وأنه على المرأة أن تشارك في العمل المُنتِج، وحبنها ستقف على قدم المساواة مع الرجل.
شهدت الروسيات مكاسب متفاوتة في حقوقهن في ظل الشيوعية؛ فقد اكتسبن حق التصويت، رغم انعدام أهميته في المجتمع السوفييتي في ظل احتكار الحزب الشيوعي السوفييتي للسلطة. وقد أدى الاحتكار أيضاً إلى إغلاق العديد من المنظمات النسوية المستقلة، والصحف كذلك. 
تم تشريع الإجهاض عام 1920؛ ليصبح الاتحاد السوفييتي أول دولة تقوم بذلك، لكن تم حظره ثانيةً ما بين 1936 و1955. تم تقنين إجازات الأمومة بسخاء، وتم إنشاء شبكة من مراكز رعاية الأطفال. وقد أقر الدستور الوطني الأول بالحقوق المتساوية للنساء.
على الرغم من تأكيد الأيديولوجية السوفييتية السائدة على المساواة بين الجنسين في العمل والتعليم، وأن الكثيرات من الروسيات حصلت على وظائف ودرجات علمية متقدمة، إلا أنهن لم يشاركن في الأدوار والمؤسسات السياسية الأساسية؛ فقد كانت الأغلبية الساحقة من القادة السياسيين والاقتصاديين من الذكور.
في السبعينات، وفيما أصبحت الحركة النسوية هي المصطلح السائد في الخطاب العام الأمريكي، لم تنشأ حركة مماثلة في الاتحاد السوفييتي رغم عدم المساواة في الأجور وزيادة الأعباء المنزلية مقارنةً بالمرأة الأمريكية. وقد عانى المجتمع أيضاً من ازدواجية المعايير الاجتماعية؛ فكما كتب هندريك سميث المراسل الروسي السابق لصحيفة النيويورك تايمز: «يمكن للرجل أن يتسكع مع النساء ويحتسي الخمر، بل ويهمل في وظيفته، لكن إن فعلت المرأة لتعرضت للانتقاد اللاذع».
بعد طرده من الاتحاد السوفييتي عام 1974، كتب ألكسندر سولجنيتسين الكاتب الروسي المنشق خطابًا مفتوحًا إلى القيادات يشير فيه إلى إلقاء الأحمال الثقيلة على عاتق المرأة للقيام بأعمال وضيعة، وقال: «كيف يمكن للمرء ألا يشعر بالعار والرحمة إزاء النساء وهن يحملن عربات اليد الثقيلة لتمهيد الطرق؟»، ثم استطرد ليروي نكتة شعبية: «في ظل الرأسمالية، لم تتحرر النساء إذ لم تكن لديهن الفرص للعمل، فكان عليهن أن يمكثن في المنزل، ويذهبن للتسوق، ثم الطبخ، ثم العناية بالمنزل والأطفال. أما في ظل الاشتراكية، فقد تحررت النساء؛ وأصبح بوسعهن أن يعملن طوال اليوم، ثم يعدن إلى المنزل، ويتسوقن، ويطبخن، ويرعين المنزل والأطفال».
لا زال التحيز ضد المرأة قائمًا في المجتمع السوفييتي؛ فالقادة في الغالب لا يأخذن النساء وأفكارهن على محمل الجد، واستعدوهن من الكثير من المناقشات. ولا زال العنف المنزلي والتحرش الجنسي موجودان. وعلى الرغم من ذلك، تشير الدراسات الاجتماعية إلى أن النساء السوفييت لا ترين في انعدام المساواة مشكلة من الأساس.

## سياسية غلاسنوست وما بعد الاتحاد السوفييتي

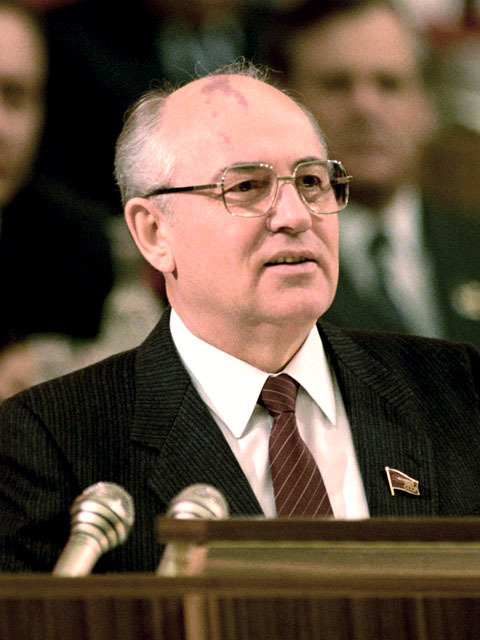
ميخائيل جورباتشوف)

في منتصف الثمانينات أطلق ميخائيل غورباتشوف سياسة «غلاسنوست» التي تسمح بقدر أكبر من حرية التعبير والتنظيم من أي وقت مضى في الاتحاد السوفييتي. أدى هذا الانفتاح إلى ثورة في العمل السياسي والبحث الأكاديمي والمشاريع الفنية والتجارية. وأدركت النساء أن الحكومة سوف تقدم لهم القليل من المساعدة إلى جانب نضالهم الاجتماعي والاقتصادي. تمكن مواطنو الاتحاد السوفييتي من تقديم الشكاوى والحصول على التعويضات عن طريق الحزب الشيوعي. أما بعد سقوط الاتحاد السوفييتي لم تطور آليات اللجوء للدولة؛ فأخذت النساء يشكلن شبكتهن الخاصة لتبادل الموارد والدعم المعنوي، مما أدى إلى ظهور المنظمات الشعبية.
أثناء الغلاسنوست وبعد انهيار الاتحاد السوفييتي، أخذت الحلقات النسائية في الظهور بين النساء المثقفات في المراكز الثقافية الكبرى كموسكو وسانت بطرسبرغ. خلال التسعينات، ترددت النساء في استخدام مصطلح «نسويات» للتعبير عن أنفسهن، لاعتقادهن أنه يحمل دلالات سلبية على مر التاريخ الروسي خاصة بعد الثورة؛ إذ أصبحت مرادفاً لنساء البروليتاريا، وهن اللواتي لا يولين اهتمامًا إلا بمهنتهن فقط. لم يكن نشاط الروسيات في التسعينات نسوياً بشكل صريح. بذلت النساء أقصى جهودهن لتحسين أوضاعهن الاجتماعية والمادية بأي وسيلة عملية؛ فظهرت المجتمعات النسوية التي دعمت العديد من النساء لإثبات أنفسهن في سعيهن الدؤوب للحصول على العمل والمعاملة المنصفة والصوت السياسي.
أدت الإصلاحات السياسية والاقتصادية بعد تفكك الاتحاد السوفييتي إلى انهيار اقتصادي في التسعينات، لا سيما النضال الاقتصادي للمرأة. وعلى الرغم من تقلُّد بعضهن للوظائف، إلا أنه ظل من المتوقع أن تعمل المرأة كربة منزل. حصلت النساء العاملات أيضًا على الكثير من الصلاحيات، كإجازات رعاية الطفل الطويلة؛ مما دفع المرأة للعمل كربة منزل. في التسعينات، أصبح العمل المنزلي أكثر صعوبة؛ فقد تطلب الحصول على السلع وقتاً أطول في ظل إعادة هيكلة الاقتصاد. وقد أدت مثل هذه التسهيلات في العمل إلى جعل النساء موظفات أقل جاذبية، وخلال الخصخصة، تم الاستغناء عن كثير من النساء. فبعد نزول 90% من النساء إلى سوق العمل في الثمانينات، شكلت النساء 70-80% من العاطلين الروس عام 1991. والوظائف المتاحة للمرأة في التسعينات كانت من القطاعات ذات الأجور المنخفضة. وبعض الوظائف تطلبت فتيات شابات جذابات فقط، كما تقاضت النساء أجورًا أقل مقارنةً بالرجال لنفس العمل.

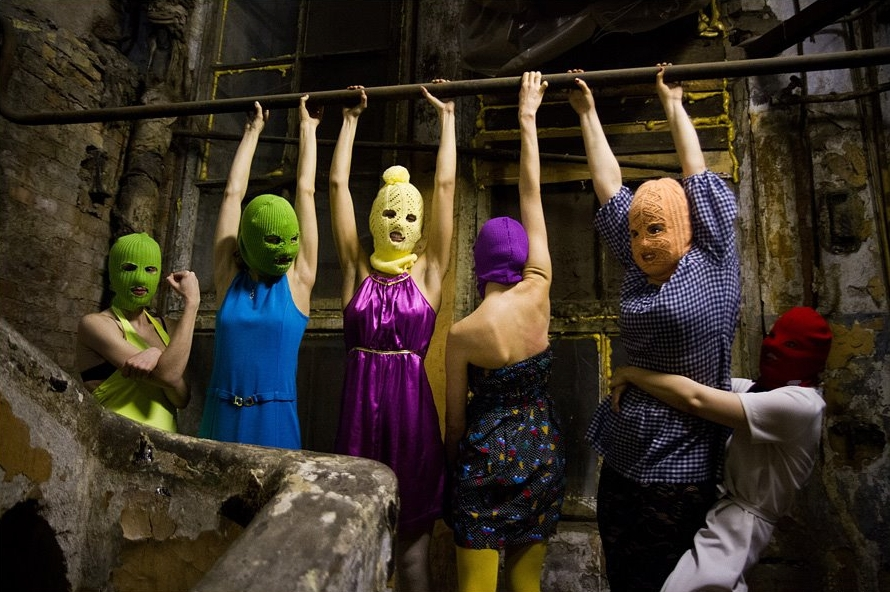
عضوات فرقة البانك روك بوسي ريوت

## القرن الحادي والعشرين
اقتحمت المرأة الحكومات المحلية بدايةً من الألفينات؛ إذ شغلت وظائف ذات وضع متدني نسبيًّا. عام 2003، كان 43% من الموظفين المحليين في سانت بطرسبرغ من النساء.
عام 2012 قامت فرقة البانك روك بوسي ريوت بالقيام بعروض لإظهار معارضتهم لفلاديمير بوتين، وتلقين انتقادات من قبل الكنيسة الروسية الأرثوذكسية وإدارة بوتين. تم القبض على ثلاث عضوات منهن في مارس 2012 بعد عمل عرض مبنى كنيسة المسيح المنقذ في موسكو يجهرن فيه بمعارضتهن. خلال محاكمتهن بتهمة التعصب، تحدثن عن نسويتهن التي تتعارض مع الأرثوذكسية[ ؟ ] الروسية. وقد وصفت المحامية الممثلة للكنيسة الأرثوذكسية النسوية بأنها خطية مميتة، وأن ما تصفه عضوات الفرقة غير واقعي.